# Gerard Darnés
Gerard Darnés Soms, (nacido el 27 de diciembre de 1972 en Gerona, Cataluña) es un exjugador de baloncesto español. Con 1,98 de estatura, su puesto natural en la cancha era el de alero. Después de retirarse de la práctica activa del baloncesto, se dedicó a la representación de jugadores.

## Trayectoria
- Cantera Maristas Salt Girona.
- C.B. Girona. Categorías inferiores.
- 1991-92 Sant Josep Girona Junior.
- 1991-92 Club Bàsquet Sant Josep Girona.
- 1992-94 McLennan Community Junior College.
- 1994-95 Sant Josep Girona.
- 1994-01 Club Bàsquet Sant Josep Girona.
- 2001-02 Adepaf Figueres.